# 壽昌 (道光進士)
寿昌(1816年 - 1853年），字湘帆，号鲁斋，江宁驻防满洲镶黄旗人。清朝政治人物。

## 生平
寿昌出身于江宁驻防，是道光乙未科（1835年）举人，捐笔帖式，在工部行走。道光二十九年十二月，礼部上奏，是否允许寿昌参加会试，获得允许。
道光三十年（1850年）庚戌科考，寿昌中进士，成为翰林院庶吉士。散馆后改户部主事，后到江宁任驻防。寿昌曾著有《夏小正疏证》。